# Abbaye de Gotteszell
L'abbaye de Gotteszell est une ancienne abbaye cistercienne à Gotteszell, dans le Land de Bavière, dans le diocèse de Ratisbonne.

## Histoire
Le monastère fondé en 1285 est le dernier fondé par Heinrich von Pfelling qui lui remet sa ferme à Achslach. Le caractère monastique est confirmé par l'évêque de Ratisbonne Henri II de Rotteneck.
Les plus grands dons au monastère sont faits par les ducs de Bavière Louis III, Étienne Ier et Othon III qui lui transmettent le château et la place du marché de Ruhmannsfelden. En 1320, le monastère prend le statut d'abbaye, le premier abbé s'appelle Berthold, il est l'administrateur du monastère. En 1339, on commence à construire une grande église. En 1345, l'empereur Louis IV publie un Privilegium Minus.
Gotteszell devient un lieu de dévotion à Sainte Anne, dont le culte se répand en Allemagne durant le XVe siècle. Mais à la fin du siècle suivant, il n'y a plus de moines. Les abbés Achatius Einspeck (1596-1611) et Michael Kössler (1611-1638) lui redonnent une grande vigueur. En pleine guerre de Trente Ans, un incendie détruit en 1629 en grande partie l'abbaye et ses dépendances. En 1633, l'armée suédoise prend possession des lieux, capture l'abbé et le violente. Elle revient en 1641.
L'abbaye est reconstruite et devient un lieu plus important intellectuellement sous l'impulsion de l'abbé Bonifaz Hildebrand. En 1729, l'abbé Wilhelm II Grafsturm fait décorer l'église de stucs et de fresques ainsi qu'un tableau, une Assomption, par Cosmas Damian Asam.
Les successeurs de Wilhelm II Grafsturm maintiennent l'opposition de l'abbaye au gouvernement bavarois. L'abbaye est dissoute le 24 mars 1803 lors de la sécuralisation. L'église abbatiale devient paroissiale, les bâtiments d'habitation accueillent le presbytère et une école. Les parties délabrées du monastère sont démolies, les bâtiments restants sont des propriétés privées.

## Architecture
L'église est une basilique à trois nefs construite vers 1339. Au cours de la reconstruction commencée en 1629, le chantier est souvent interrompu. Elle prend le style baroque à partir de 1729. En 1830, un incendie détruit de nouveau une grande partie de l'église et des bâtiments.
Outre le tableau de Cosmas Damian Asam, le tabernacle a des sculptures de Joseph Deutschmann.